# Teixoso
Teixoso era una freguesia portuguesa del municipio de Covilhã, distrito de Castelo Branco.

## Localización
Teixoso está situada en las estribaciones de la Serra da Estrela, a unos 8 km de la ciudad de Covilhã, sirviendo de eslabón de conexión entre este municipio y el de Belmonte, con el que limita al norte. 

## Organización territorial
Está constituida por la vila que le da nombre y otros cuatro núcleos de población: Borralheira, Terlamonte, Gibaltar y Atalaia.

## Historia
Repoblada por el rey Sancho I, que en 1186 donó su territorio a Covilhã, Teixoso aparece mencionada por primera vez en un documento de 1396. Fue elevada a la categoría de vila el 8 de marzo de 1928.
Fue suprimida el 28 de enero de 2013, en aplicación de una resolución de la Asamblea de la República portuguesa promulgada el 16 de enero de 2013 al unirse con la freguesia de Sarzedo, formando la nueva freguesia de Teixoso e Sarzedo.